# Akermes punctatus
Akermes punctatus är en insektsart som först beskrevs av Cockerell 1895.  Akermes punctatus ingår i släktet Akermes och familjen skålsköldlöss.
Artens utbredningsområde är Grenada. Inga underarter finns listade i Catalogue of Life.